# Bolívar Cali Bajaña
Bolívar Cali Bajaña (c. 1937 - 25 de octubre de 2020) fue un abogado, político y catedrático ecuatoriano que ocupó la alcaldía de Guayaquil entre 1982 y 1984.
Realizó sus estudios secundarios en el Colegio Vicente Rocafuerte y los superiores en la Universidad de Guayaquil, donde obtuvo el título de abogado.
Llegó al cargo de alcalde como reemplazo de Antonio Hanna, quien fue destituido en medio de un caso de corrupción en el contrato de una empresa procesadora de basura. Antes de asumir el cargo, Cali Bajaña se desempeñaba como concejal cantonal. Durante su alcaldía se construyó el paso a desnivel que se desplomó como consecuencia del Terremoto de Ecuador de 2016 y que provocó la muerte de dos personas.
En 1988 se unió al partido Democracia Popular. En años posteriores fue vocal del Tribunal Supremo Electoral de Guayas.